# Razor Face
Razor Face è un brano composto e interpretato da Elton John. Il testo è di Bernie Taupin; è la terza traccia dell'album Madman Across the Water del 1971.
Si presenta come una canzone poco ritmata, soprattutto nella intro (ma il finale possiede invece un'andatura molto veloce), che mette molto in evidenza il pianoforte,  ma anche il celebre chitarrista Caleb Quaye, amico e collega di Elton, accompagnato da Roger Pope (alla batteria) e Dave Glover (al basso). All'organo spicca Rick Wakeman, alla fisarmonica Jack Emblow.
Pur essendo al di sotto della media dell'album, Razor Face raggiunge comunque alti livelli di composizione ed esecuzione e fu notato da buona parte della critica all'interno dell'album di provenienza.